# Мотта, Тиагу
Тиа́гу Мо́тта (порт.-браз. Thiago Motta; род. 28 августа 1982[…], Сан-Бернарду-ду-Кампу, Сан-Паулу) — итальянский и бразильский футболист, полузащитник оборонительного плана и тренер.

## Клубная карьера
Тиагу Мотта родился в Бразилии в семье, имеющей итальянские корни, — его дед был итальянцем. Он начал свою профессиональную карьеру в «Барселоне Б» в 1999 году, а в первой команде каталонского клуба дебютировал 3 октября 2001 года в матче против «Мальорки».
В Лиге чемпионов 2001/02 Мотта сыграл семь матчей и помог команде дойти до полуфинала турнира. Хотя он и демонстрировал качественную игру, конкуренция за место в центре поля не позволила ему закрепиться в основном составе. Бразилец сыграл только 13 матчей в Примере 2002/03. Однако в последних чемпионских сезонах Мотта проводил всё больше времени на футбольном поле, хотя травмы постоянно преследовали его. Тем не менее его роль в победе «Барселоны» в Лиге чемпионов и в двух чемпионатах Испании была довольно весомой.
В июне 2007 года спортивный директор «Барселоны» Чики Бегиристайн объявил о том, что Мотта покидает клуб. В августе 2007 Мотта перешёл в «Атлетико Мадрид» за 2 млн евро. В сезоне 2007/08 Мотта сыграл за «Атлетико» всего 6 матчей, пропустив бо́льшую часть сезона из-за травм — ему сделали три операции на левой ноге за полгода. Летом 2008 года Мотта хотел перейти в английский «Портсмут», неделю находился там на просмотре и даже сыграл за этот клуб в товарищеском матче с «Сандерлендом», но в итоге «Портсмут» не стал заключать с Тиагу контракт по причине неудовлетворительного состояния здоровья игрока. В конце августа 2008 срок контракта Тиаго Мотты с «Атлетико» истёк, нового соглашения заключено не было, и игрок остался без клуба. Также был возможен вариант с переходом Мотты в греческий «Панатинаикос».
15 сентября 2008 года Мотта перешёл в итальянский клуб «Дженоа» как свободный агент.
Сезон 2009/10 Мотта начал в составе миланского «Интера», куда он перешёл вместе с партнёром по «Дженоа» Диего Милито. Мотта в предсезонке забил «Ювентусу», а во втором туре чемпионата — «Милану», начав разгром принципиального соперника. Матч завершился со счётом 4:0. Позже из-за травм Мотта потерял место в основе, но постепенно вернулся в состав, конкурируя с Деяном Станковичем.
В 2010 году пропустил финал Лиги чемпионов из-за красной карточки, полученной в полуфинале турнира за отмашку от опорного полузащитника «Барселоны» Серхио Бускетса. Позже авторитетные европейские издания обвинили испанского хавбека в симуляции.
31 января 2012 года Мотта перешёл во французский клуб «Пари Сен-Жермен», подписав контракт на 3,5 года с заработной платой в 2 млн евро за сезон. Сумма трансфера составила 10 млн евро. Причём сам футболист попросил руководство клуба, чтобы его продали, хотя и не имел проблем во время выступления за «Интер». Позже Мотта поведал, что с некоторыми игроками «Интера», в частности с Эстебаном Камбьяссо, он не смог найти общий язык.
В мае 2018 года Мотта объявил о завершении карьеры футболиста и о переходе на тренерскую должность в юношеской команде «Пари Сен-Жермен».

## Карьера в сборной
6 февраля 2011 года Мотта был вызван Чезаре Пранделли в сборную Италии на товарищеский матч против сборной Германии.
9 февраля 2011 года дебютировал за сборную Италии в товарищеском матче против сборной Германии в Дортмунде (вышел в основном составе под номером 8, на 35-й минуте — единственный в матче — получил жёлтую карточку за фол против Сами Хедиры и на 63-й минуте был заменён на Альберто Аквилани). 25 марта 2011 года в отборочном матче Евро-2012 против сборной Словении в Любляне, в своей второй игре за итальянцев, открыл счёт голам за «Скуадру адзурру», забив единственный во встрече мяч (на 73-й минуте обыгрался с Федерико Бальдзаретти и ударом в дальний угол с левого угла штрафной поразил ворота Самира Хандановича).

## Тренерская карьера
22 октября 2019 года Мотта был назначен главным тренером клуба итальянской Серии A «Дженоа». Однако уже 28 декабря 2019 года его сменил Давиде Никола. Под руководством Мотты «Дженоа» провёл 9 матчей в Серии A (1 победа, 3 ничьи, 5 поражений) и занимал последнее 20-е место в чемпионате.
8 июля 2021 года назначен главным тренером клуба Серии A «Специя». Контракт подписан на 3 года.
12 сентября 2022 года назначен главным тренером итальянского клуба «Болонья». После того как по итогам сезона 2023/2024 Серии А «Болонья» заняла 4-е место и квалифицировалась в Лигу чемпионов, руководство «Ювентуса» объявило о назначении Мотты на пост главного тренера со следующего сезона.

## Достижения

### В качестве игрока
«Барселона»
- Чемпион Испании (2): 2004/05, 2005/06
- Обладатель Суперкубка Испании (2): 2005, 2006
- Победитель Лиги чемпионов УЕФА: 2005/06

«Интернационале»
- Чемпион Италии: 2009/10
- Обладатель Кубка Италии (2): 2009/10, 2010/11
- Обладатель Суперкубка Италии: 2010
- Победитель Лиги чемпионов УЕФА: 2009/10
- Победитель Клубного чемпионата мира: 2010

«Пари Сен-Жермен»
- Чемпион Франции (5): 2012/13, 2013/14, 2014/15, 2015/16, 2017/18
- Обладатель Суперкубка Франции (5): 2013, 2014, 2015, 2016, 2017
- Обладатель Кубка французской лиги (5): 2013/14, 2014/15, 2015/16, 2016/17, 2017/18
- Обладатель Кубка Франции (4): 2014/15, 2015/16, 2016/17, 2017/18

### Личные
- Молодой игрок года в Испании («Don Balón»): 2002/03
- Входит в состав символической сборной года Серии А: 2010/11
- Входит в состав символической сборной года Лиги 1: 2013/14

## Статистика

### Клубная
| Выступление      | Выступление      | Выступление      | Лига | Лига | Кубок страны | Кубок страны | Еврокубки | Еврокубки | Другие | Другие | Итого | Итого |
| Клуб             | Лига             | Сезон            | Игры | Голы | Игры         | Голы         | Игры      | Голы      | Игры   | Голы   | Игры  | Голы  |
| ---------------- | ---------------- | ---------------- | ---- | ---- | ------------ | ------------ | --------- | --------- | ------ | ------ | ----- | ----- |
| Барселона        | Примера          | 2001/02          | 18   | 1    | 0            | 0            | 7         | 0         | —      | —      | 25    | 1     |
| Барселона        | Примера          | 2002/03          | 21   | 3    | 0            | 0            | 13        | 2         | —      | —      | 34    | 5     |
| Барселона        | Примера          | 2003/04          | 20   | 1    | 0            | 0            | 5         | 1         | —      | —      | 25    | 2     |
| Барселона        | Примера          | 2004/05          | 8    | 0    | 0            | 0            | 0         | 0         | —      | —      | 8     | 0     |
| Барселона        | Примера          | 2005/06          | 15   | 1    | 0            | 0            | 7         | 0         | 0      | 0      | 22    | 1     |
| Барселона        | Примера          | 2006/07          | 14   | 0    | 2            | 0            | 6         | 0         | 3      | 0      | 25    | 0     |
| Барселона        | Итого            | Итого            | 96   | 6    | 2            | 0            | 38        | 3         | 3      | 0      | 139   | 9     |
| Атлетико Мадрид  | Примера          | 2007/08          | 6    | 0    | 0            | 0            | 2         | 0         | —      | —      | 8     | 0     |
| Атлетико Мадрид  | Итого            | Итого            | 6    | 0    | 0            | 0            | 2         | 0         | —      | —      | 8     | 0     |
| Дженоа           | Серия А          | 2008/09          | 27   | 6    | 0            | 0            | —         | —         | —      | —      | 27    | 6     |
| Дженоа           | Итого            | Итого            | 27   | 6    | 0            | 0            | —         | —         | —      | —      | 27    | 6     |
| Интернационале   | Серия А          | 2009/10          | 26   | 4    | 5            | 0            | 8         | 0         | 1      | 0      | 40    | 4     |
| Интернационале   | Серия А          | 2010/11          | 19   | 4    | 3            | 0            | 5         | 1         | 2      | 0      | 29    | 5     |
| Интернационале   | Серия А          | 2011/12          | 10   | 3    | 1            | 0            | 2         | 0         | 1      | 0      | 14    | 3     |
| Интернационале   | Итого            | Итого            | 55   | 11   | 9            | 0            | 15        | 1         | 4      | 0      | 83    | 12    |
| Пари Сен-Жермен  | Лига 1           | 2011/12          | 14   | 2    | 2            | 0            | 0         | 0         | 0      | 0      | 16    | 2     |
| Пари Сен-Жермен  | Лига 1           | 2012/13          | 12   | 1    | 1            | 0            | 2         | 0         | 0      | 0      | 15    | 1     |
| Пари Сен-Жермен  | Лига 1           | 2013/14          | 32   | 3    | 5            | 1            | 9         | 2         | 1      | 0      | 47    | 6     |
| Пари Сен-Жермен  | Лига 1           | 2014/15          | 27   | 0    | 4            | 0            | 6         | 0         | 1      | 0      | 38    | 0     |
| Пари Сен-Жермен  | Лига 1           | 2015/16          | 32   | 1    | 4            | 0            | 9         | 0         | 0      | 0      | 45    | 1     |
| Пари Сен-Жермен  | Лига 1           | 2016/17          | 30   | 0    | 6            | 1            | 5         | 0         | 1      | 0      | 42    | 1     |
| Пари Сен-Жермен  | Лига 1           | 2017/18          | 19   | 1    | 4            | 0            | 4         | 0         | 1      | 0      | 28    | 1     |
| Пари Сен-Жермен  | Итого            | Итого            | 166  | 8    | 24           | 2            | 35        | 2         | 4      | 0      | 229   | 12    |
| Всего за карьеру | Всего за карьеру | Всего за карьеру | 350  | 31   | 35           | 2            | 90        | 7         | 11     | 0      | 486   | 40    |

### Тренерская
| Дженоа  | 22 октября 2019  | 28 декабря 2019 | 10  | 2  | 3  | 5  | 020,00 |
| Специя  | 8 июля 2021      | 28 июня 2022    | 40  | 11 | 6  | 23 | 027,50 |
| Болонья | 12 сентября 2022 | 23 мая 2024     | 76  | 35 | 23 | 18 | 046,05 |
| Ювентус | 12 июня 2024     | 23 марта 2025   | 42  | 18 | 17 | 7  | 042,86 |
| Итого   | Итого            | Итого           | 168 | 66 | 49 | 53 | 039,29 |